# Ou Raadsaal
Ou Raadsaal (Stara mestna dvorana) je zgodovinska stavba v Pretorii v Južni Afriki, ki stoji na južni strani Church Squarea. V dvorani Ou Raadsaal je med letoma 1891 in 1902 zasedal Volksraad, parlament Južnoafriške republike.
Stavbo Ou Raadsaal je konec 19. stoletja naročila Južnoafriška republika kot novi sedež vlade v Pretorii, zasnoval pa jo je nizozemski arhitekt Sytze Wierda v slogu neorenesanse. Pogodbo za gradnjo je dobil John Johnstone Kirkness, gradbenik z Orkneyjskih otokov z bogato gradbeno kariero v regiji, v višini 82.500 funtov. Gradnja se je začela februarja 1889, temeljni kamen je 6. maja istega leta položil predsednik Paul Kruger, dela pa so bila končana decembra 1891. 
Muzej Transvaal je bil ustanovljen leta 1892 v zgornjem nadstropju Ou Raadsaal, vendar so ga kmalu preselili na ločeno lokacijo, ko so prostor ocenili kot premajhen za zbirko.
Leta 1902 je Južnoafriško republiko po porazu v drugi burski vojni priključilo Združeno kraljestvo, s čimer je bil ukinjen Volksraad, Ou Raadsaal pa je ostala prazna.
Leta 1999 je bila Ou Raadsaal razglašena za pokrajinsko dediščino in je zaščitena v skladu s 34. členom Zakona o nacionalni dediščini (Zakon 25 iz leta 1999), saj je stara več kot 60 let. Stavba je znana tudi kot Stara stavba Sveta ali Stara vladna stavba, v afrikanščini pa kot Republikeinse Raadsaal.

## Arhitektura
Neorenesančno stavbo je zasnoval Sytze Wopke Wierda. Kip na stolpu naj bi predstavljal Ateno, grško boginjo modrosti, industrije in kmetijstva. Med obnovo leta 1962 je bil britanski grb nad vhodom zamenjan z repliko grba Južnoafriške republike. Spodaj je moto »EENDRAGT MAAKT MAGT« (enotnost naredi moč) v nizozemščini. V začetku 1990-ih je bila hiša ponovno prenovljena.
Plenarna dvorana je na sredini stavbe. Celotna dvorana je bila obnovljena v prvotno stanje. Parlamentarni stoli iz orehovega lesa so oblazinjeni v zeleno maroško usnje in so bili postavljeni v prvotno obliko podkve, potem ko so bili po britanski okupaciji postavljeni vzdolž sten. Za predsedniškim stolom je izrezljan grb Južnoafriške republike.